# Sisymbrium damascenum
Sisymbrium damascenum är en korsblommig växtart som beskrevs av Pierre Edmond Boissier. Sisymbrium damascenum ingår i släktet gatsenaper, och familjen korsblommiga växter. Inga underarter finns listade i Catalogue of Life.